# 朱恩涛
朱恩涛（1938年8月—2015年10月21日），男，河北容城人，中华人民共和国政治人物，曾任中华人民共和国公安部党委委员、部长助理，副总警监，国际刑警组织执委会副主席，第十届全国政协委员。